# 左权站
左权站，位于中华人民共和国山西省晋中市左权县，是阳涉铁路上的火车站，建于1998年，客运开通于2025年1月27日，由北京局集团管辖。

## 歷史
- 建于1998年。
- 客运开通于2025年1月27日。

## 旅客列车目的地
目前本站开行一对始发终到车，为太原局集团管内列车，具体信息如下。
| 目的地 | 车次  | 列车所属路局 |
| ------ | ----- | ------------ |
| 太原   | K4588 | 太原局集团   |

## 外部連結
- 中国铁路客户服务中心 （页面存档备份，存于）